# Kościół św. Jana Ewangelisty i Matki Boskiej Częstochowskiej w Bartoszycach

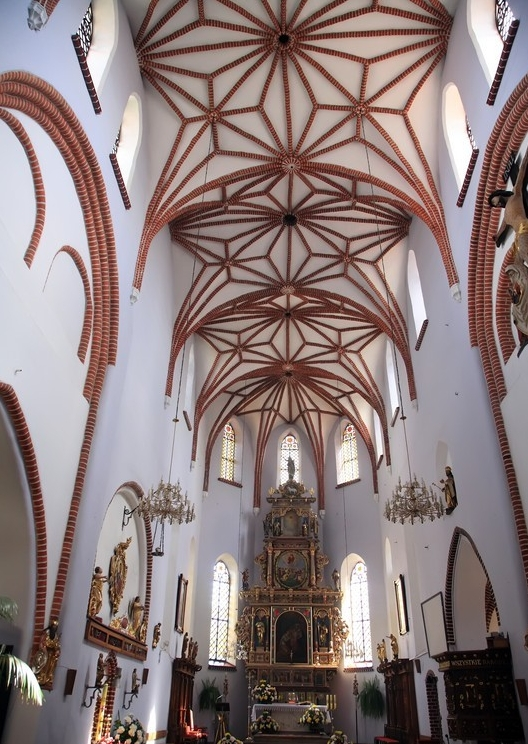
Fragment gwiaździstego sklepienia

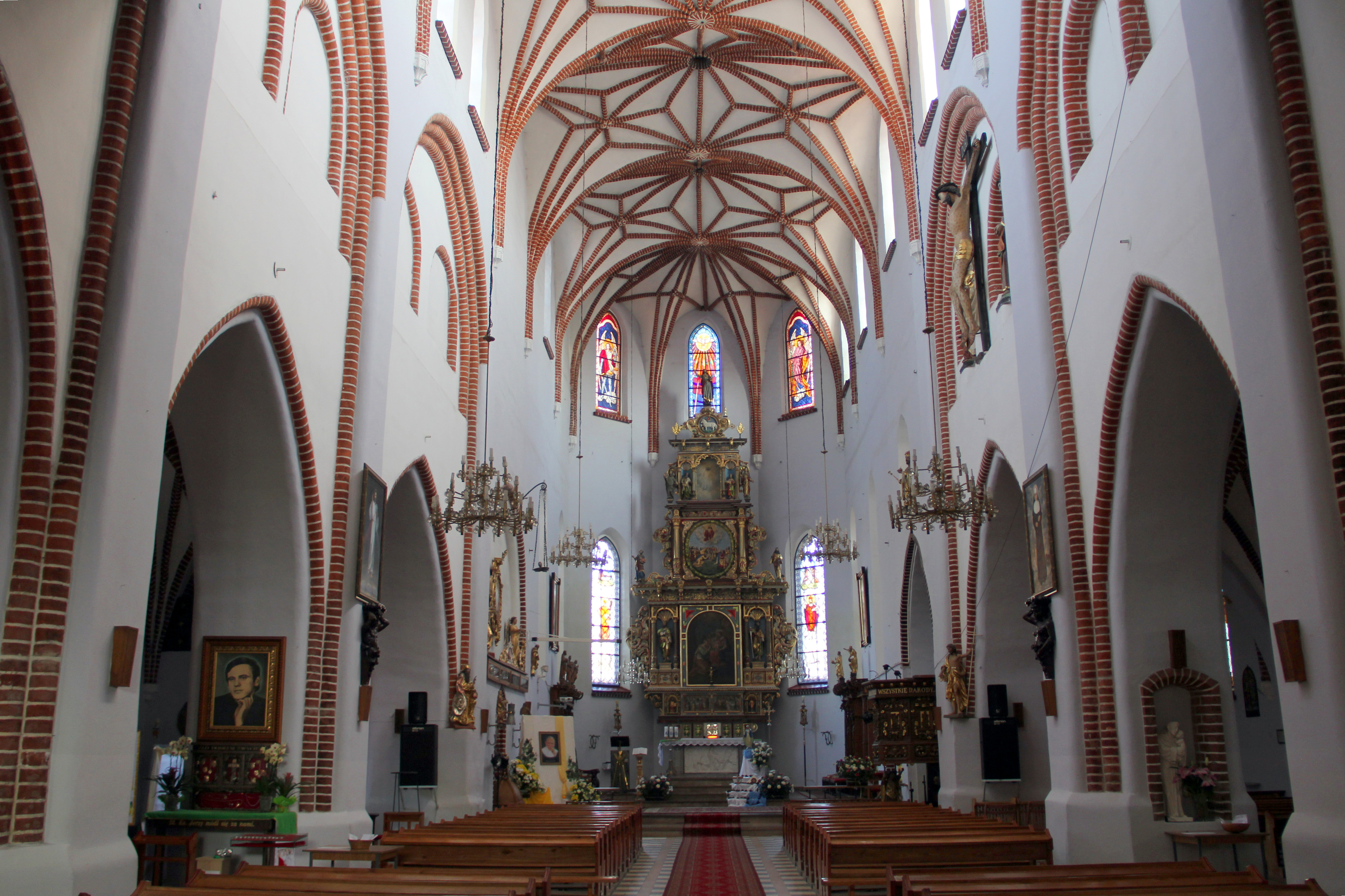
Nawa główna i ołtarz

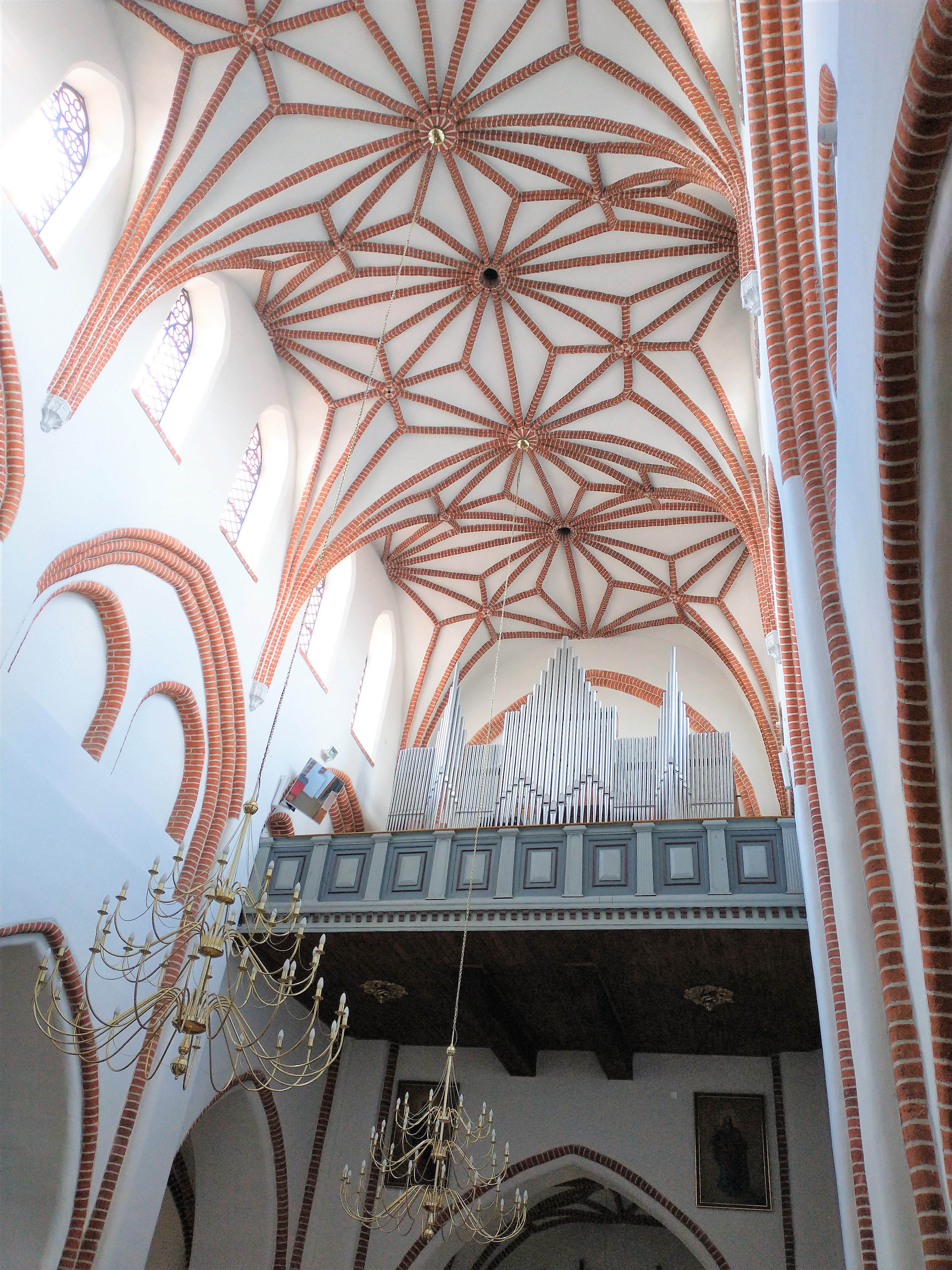
Chór i organy

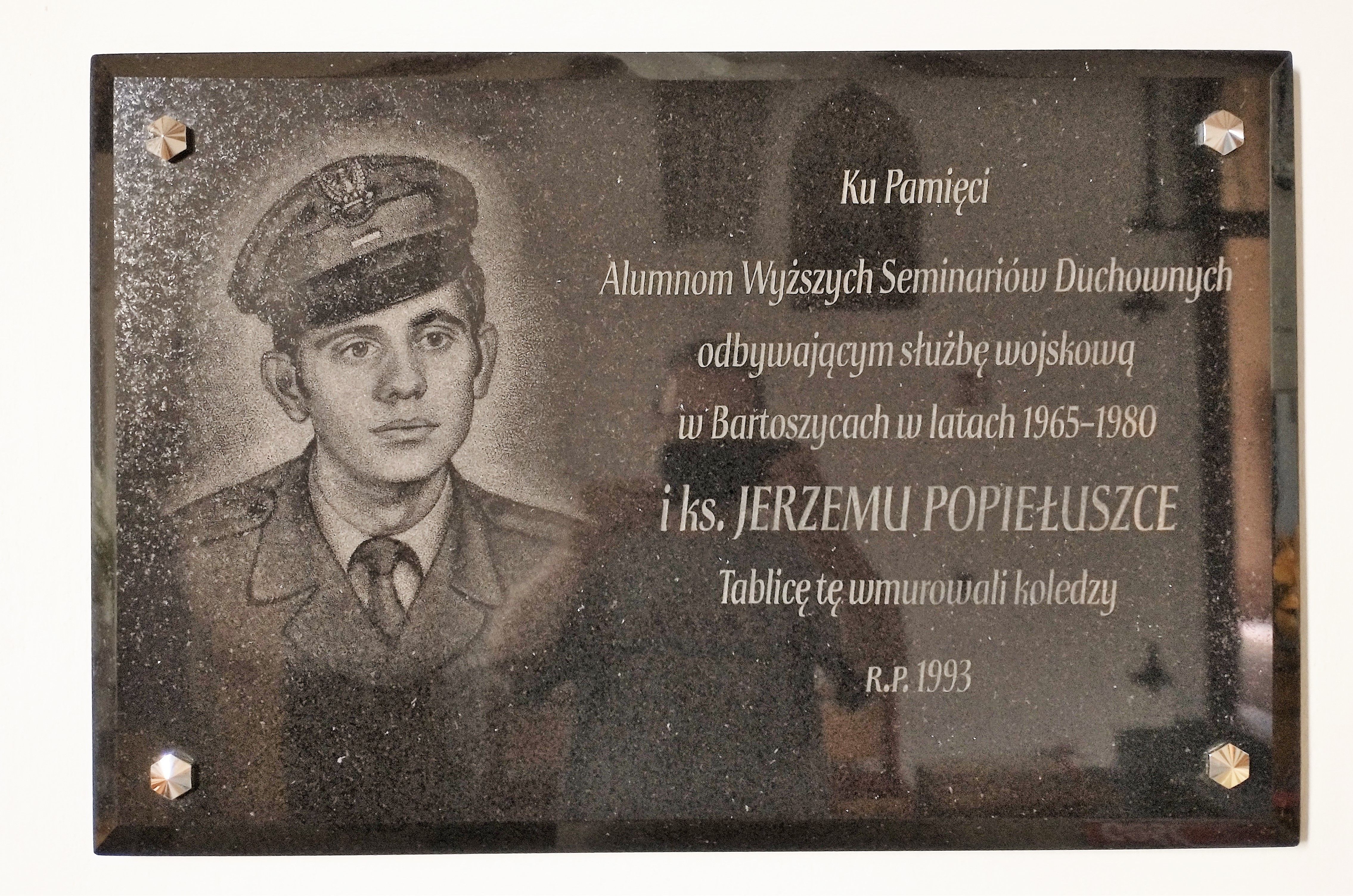
Tablica ks. Jerzego Popiełuszki

Kościół św. Jana Ewangelisty i Matki Bożej Częstochowskiej w Bartoszycach (niem. St. Johanneskirche von Bartenstein) – kościół farny w Bartoszycach, wybudowany w połowie XIV wieku w stylu gotyckim, kilkukrotnie rozbudowywany. Jedna z dominant w panoramie miasta.

## Położenie
Kościół znajduje się w Bartoszycach w województwie warmińsko-mazurskim około 71 km na północ od Olsztyna. Położony jest w północno-zachodniej części zabytkowego kompleksu Starego Miasta Bartoszyce.

## Historia
Kościół św. Jana Ewangelisty i Matki Boskiej Częstochowskiej jest najstarszym zabytkiem miasta, a jego budowę przypuszczalnie rozpoczęto w 1332, wraz z lokacją miasta Bartenstein, które zastąpiło lokowane w 1326 na przeciwległym brzegu rzeki Rosenthal.
Pierwsza pisana wzmianka o budowli pochodzi z roku 1345. Koncepcję wyglądu świątyni zmieniono jeszcze podczas budowy w latach 1360–1380 i przemodelowano ją na trójnawową, posiadającą chór, wysoką bazylikę.
W XV-XVII kościół zachowując swój główny korpus w niezmienionej formie jednocześnie poprzez dobudowywanie przez osoby prywatne i instytucje średniowieczne kolejnych kaplic oraz wybudowaniu zakrystii zmienił znacznie sylwetkę. Kaplica Świętej Marii Dziewicy została wybudowana w 1406 roku, a pierwsza wzmianka o kaplicy Świętej Anny pochodzi z 1414. Następnie, w latach 1519–1521, do prezbiterium dobudowano kaplicę ufundowaną przez biskupa warmińskiego. Natomiast przylegającą do niej, od strony wschodniej, inną kaplicę ufundował w 1624 bartoszycki aptekarz Adam Retting.
W 1487 roku kościół konsekrowano po raz drugi, a od 1525, po sekularyzacji Prus, służył ewangelickiej społeczności miasta, która przez kolejne kilka wieków stanowiła zdecydowaną większość mieszkańców Bartoszyc.
W 1642 do południowej części dodana została chrzcielnica, a kościół wyposażono dodatkowo w wykonane prawdopodobnie przez organmistrza Wernera z Elbląga, pochodzące z 1651 organy. Natomiast według kościelnej księgi rachunkowej, w 1678 przywieziono do Bartoszyc, wcześniej zamówiony i wykonany prawdopodobnie w Królewcu, bogato zdobiony, późnorenesansowy ołtarz.
Pokrycie dachowe wieży oraz sygnaturkę wzniesiono w dwóch etapach. wznoszono kilkuetapowo. Początkowo, w XVII wieku, wykonano hełm blaszanej sygnaturki, natomiast namiotowy dach wieży zachodniej wraz z latarnią, wybudowano w 1732.
Podczas II wojny światowej szkody poniósł cały obiekt, lecz najbardziej zniszczone zostały gwiaździste sklepienie, ołtarz oraz organy. Poważnie uszkodzone były także liczne rzeźby, zdobienia, ornamenty, dekoracje prospektu organowego, który zdobiły pochodzące z 1664 roku i wykonane przez Jerzego Krebsa, malowane wizerunki czterech ewangelistów, a także empora organowa. Po wojnie liczne pozostałości bogatego wyposażenia kościelnych wnętrz, jak rozbite elementy zabytkowej nastawy ołtarzowej, trafiły do zbiorów Muzeum Warmii i Mazur w Olsztynie, gdzie wciąż są rekonstruowane i w miarę możliwości udostępniane na wystawach.
Dzięki zachowanej bogatej dokumentacji historycznej oraz licznym fotografiom i przekazom, w latach 1946–1958 przeprowadzono odbudowę oraz modernizację budowli.
Po oddaniu kościoła do użytku, w latach 50. XX w., zaadaptowano go ponownie na świątynię katolicką. 26 sierpnia 1974 z parafii św. Brunona w Bartoszycach, wydzielono i erygowano parafię św. Jana Ewangelisty i Matki Boskiej Częstochowskiej.
Obecnie zarówno sam budynek kościoła, jak i plebania oraz otoczenie są dobrze zachowane i znajdują się w bardzo dobrym stanie.

## Architektura i wnętrza
Usytuowany w obrębie zabytkowego kompleksu Starego Miasta zespół kościelny składa się z budynku samego kościoła, który jest otoczony terenem zielonym i niewielkim kamiennym murem oraz zabytkowej plebanii.
Sam kościół, jako protestancka fara, był jednym z najbogatszych i najpiękniej wyposażonych w dawnych Prusach Książęcych. Obecnie, mimo licznych zmian w swojej konstrukcji, zachował swój pierwotny charakter, trójnawowej gotyckiej bazyliki o dużo niższych, niż korpus główny, nawach bocznych. Stojąca na kamiennych fundamentach budowla wzniesiona jest w większości z charakterystycznej czerwonej cegły z licznymi tynkowanymi blendami. Posiada wysoką, kilkukondygnacyjną wieżę, która szerokości nawy głównej kościoła, wbudowana jest w korpus budynku i dodatkowo jest wsparta na dwóch skarpach.
Obszerne prezbiterium świątyni jest wysokości i szerokości nawy głównej i posiada okna umiejscowione na dwóch kondygnacjach.
Pochodząca z XIX wieku kruchta od północy ma wewnętrzny, ostrołukowy portal z trzema profilowanymi wałkami. Po jego obu stronach ostrołukowe nisze mieszczą płaskorzeźby z terakoty przedstawiające św. Małgorzatę i św. Katarzynę.
Na wewnętrznej południowej ścianie nawy głównej, wisi duży polichromowany późnogotycki krucyfiks, na którym Chrystus posiada wyraźne uszkodzenie ręki, które powstało od uderzenia pioruna w 1579 roku.
Ponadto kościół wyposażony jest w pochodzące z 1651 czynne organy wykonania organmistrza Wernera z Elbląga.
Przy kościele na przełomie XVIII i XIX wieku wzniesiono, także z czerwonej cegły, plebanię.

## Ołtarz
W protestanckim St. Johanneskirche znajdował się późnorenesansowy, bogato zdobiony, sięgający sklepienia prezbiterium ołtarz, który świadczył o zamożności tutejszej parafii. Uważa się, iż powstał w latach 1650–1660, a jego autorem był pochodzący z Królewca rzeźbiarz Joachim Pffaf, który wykonał również ołtarz dla kościoła w Sępopolu w 1668. Inna teza z kolei podważa tę teorię, gdyż według ksiąg rachunkowych kościoła, ołtarz przywieziono i ustawiono w Bartoszycach dopiero w 1678. Ponadto, wykonanie tego ołtarza stało na dużo wyższym poziomie, niż możliwości ówczesnych pruskich rzeźbiarzy. Natomiast podobieństwo figur apostołów oraz personifikacji cnót z nastawy ołtarzowej do rzeźb niderlandzkich, a w szczególności pochodzących z nagrobka pomnika księcia Albrechta, autorstwa Cornelisa Florisa z Antwerpii z 1570, sugerują, iż w rzeczywistości ołtarz mógł być jedynym znanym dziełem sakralnej sztuki niderlandzkiej w Prusach. Ołtarz ten został podczas II wojny światowej rozbity, a jego szczątki przeniesiono do Muzeum Warmii i Mazur w Olsztynie, gdzie pozostają, częściowo rekonstruowane, do dzisiaj.
Dzisiejszy ołtarz w kościele jest z kolei złożony z kilku innych. Większość elementów pochodzi z wykonanego przez Augusta Wittinga w Rzymie w 1858 ołtarza, który pierwotnie znajdował się w prywatnej kaplicy pruskiego rodu szlacheckiego von Dönhoff w pałacu w Drogoszach. Mniejsze części natomiast pochodzą z wykonanego w 1611 roku ołtarza z kościoła w Tylży (dawnego Tilsit).

## Zabytek
Kościół św. Jana Ewangelisty i Matki Boskiej Częstochowskiej w Bartoszycach wpisany jest do rejestru zabytków nieruchomych. Kościół z 1332 figuruje w spisie pod nr A-213 z 12 marca 1957, a przykościelna plebania z XVIII/XIX wieku pod nr 3018 z 19 stycznia 1987.